# Yuta Shimozawa
Yuta Shimozawa (下澤 悠太 Shimozawa Yuta?), född 4 september 1997 i Tokyo prefektur, är en japansk fotbollsspelare.
Shimozawa började sin karriär 2020 i Blaublitz Akita.